# Giorgio di Laodicea
Giorgio di Laodicea (... – 359) è stato un vescovo ariano greco antico, titolare della diocesi di Laodicea in Siria dal 335 fino alla sua deposizione nel 347.
Preso parte alle controversie trinitarie che caratterizzarono il IV secolo. Inizialmente fu un fervente ammiratore della dottrina di Ario e seguì Eusebio di Nicomedia; successivamente divenne un semiariano, ma sembra che alla fine sia passato agli Anomei, di cui un tempo era stato avversario intransigente, e che alla morte abbia professato i loro dogmi.

## Vita
Giorgio era nativo di Alessandria d'Egitto. Nei primi anni di vita si dedicò con notevole distinzione per lo studio della filosofia. Fu ordinato presbitero dal vescovo Alessandro di Alessandria.
Dopo essersi trasferito ad Antiochia, cercò di mediare tra Ario e i niceni. Mostrò agli ariani come, con un ragionamento sofisticato basato su 1 Corinzi 11,12 (τὰ δὲ πάντα ἐκ τοῦ Θεοῦ), avrebbero potuto accettare la formulazione nicena (Θεὸν ἐκ Θεοῦ). Il tentativo di conciliazione fallì completamente, e portò alla sua deposizione e scomunica da parte di Alessandro, sulla base dell'accusa di sostenere una falsa dottrina; Atanasio lo definì «il più malvagio di tutti Ariani», criticato anche dal suo stesso partito.
Dopo la sua scomunica ad Alessandria, Giorgio cercò di essere ammesso nel clero di Antiochia, ma fu immediatamente respinto da Eustazio. Dopo di ciò si ritirò ad Aretusa, dove operò come presbitero, e, dopo l'espulsione di Eustazio, fu accolto di nuovo ad Antiochia da parte della dominante fazione ariana. Fu nominato Vescovo di Laodicea alla morte dell'ariano Teodoto. In qualità di vescovo, giocò un ruolo importante nei successivi sinodi convocati dalla fazione ariana contro Atanasio. Partecipò al primo concilio di Tiro nel 335, e al concilio di Antiochia, che celebrò la dedica della Domus Aurea nel 341. Si tenne lontano dal concilio di Sardica nel 347, dove i vescovi all'unanimità deposero lui e molti altri, in quanto precedentemente condannati da Alessandro per aver sostenuto posizioni ariane.
Giorgio non si curò di questa deposizione. Nel 358, quando Eudossio, appena nominato vescovo di Antiochia, si schierò apertamente con Aezio e gli Anomei, Giorgio si appellò a Macedonio di Costantinopoli e ad altri vescovi, che erano in visita presso Basilio di Ancira per consacrare una nuova chiesa ad Ancira, affinché convocassero un concilio per condannare le dottrine anomee ed espellere Aezio; la sua lettera è conservata da Sozomeno. Nel concilio di Seleucia (359), quando il partito dei semi-ariani era diviso in due, Giorgio guidò la più numerosa fazione opposta a quella di Acacio ed Eudossio, che fecero deporre insieme ai loro seguaci. Dopo l'espulsione di Anniano dalla sede di Antiochia, Giorgio fu principale autore dell'elezione di Melezio, credendo che avesse opinioni simili; fu prontamente sconfessato quando, al suo primo ingresso ad Antiochia, Melezio sorprese i suoi ascoltatori con un'inequivocabile dichiarazione del Credo di Nicea. Indignato per essere stato ingannato, Giorgio e i suoi compagni non persero tempo a ottenere la deposizione e l'espulsione di un vescovo talmente intransigente.
Giorgio morì nel 359.

## Opere
Gregorio di Nissa cita una lettera di Giorgio su Ario, e Socrate Scolastico cita un panegirico composto da lui in onore dell'ariano Eusebio di Emesa, che era suo intimo amico e si trovava con lui a Laodicea, dopo la propria espulsione da Emesa, e per intervento del quale, ad Antiochia, fu ripristinato nella sua sede.
Giorgio fu anche autore di alcuni trattati contro i Manichei. Epifanio di Salamina conserva una dichiarazione di fede che scrisse congiuntamente a Basilio di Ancira nel 359.